# أم عمارة (موقع تاريخي)
أم عمارة هي مستوطنة بشرية تعود لآلاف السنين و بقيت مستوطنة على فترات متقطعة حتى العصر العباسي، المستوطنة تقع شرق بلدة لينة بمنطقة الحدود الشمالية من المملكة العربية السعودية وقد سميت بهذا الإسم نسبة إلى آثار العمران والبيوت الأثرية التي بنيت بها من الحجر.

## التاريخ
تعتبر أم عمارة هي أحد المستوطنات البشرية التي تعود للعصر العباسي حيث تنتشر وحداتها المعمارية على مساحة تقدر بنحو 60,000 متر مربع.

## عن المستوطنة
إلى جانب المستوطنة البشرية "أم عمارة" يوجد موارد للمياه مكون من ثلاث آبار و فياض لمياه السيول و أطلال معمارية أثرية يقدر عددها خمسون منزلًا. شيدت جدران المباني من الكتل والألواح الحجرية الرملية ومادة النور التي تستخدم لربط الحجر و لملىء الفراغات بينها، حيث صنعت محليا بحرق أحجار النورة ثم طحنها مما يجعلها تتميز بالصلابة واللون الأبيض اللامع. كما غطيت واجهتها بطبقة من الطين و تتكون أساسيتها من اللّبن. يتكون كل مبنى من فناء كبير تحيط به غرف سكنية متصلة تأتي مساقطها الراسية بأشكال مربعة ومستطيلة.

## الآثار
عثر في الموقع على كسر أواني فخارية تعود للعصر العباسي مزججة ذات طلاء أخضر و أزرق و تركواز بالإضافة إلى العثور على خزف ذو بريق معدني و كسر من الزجاج والحجر الصابوني.

## المؤرخين
زار الموقع من المستشرق ألويس موزيل عام 1915 م وتحدث عنها باختصار، كما ربط آثار أم عمارة بأطلال الجلعودية الواقعة على امتداد درب زبيدة.